# Complesso dell'Eremo di Santa Maria di Pietraspaccata
Il complesso dell'Eremo di Santa Maria di Pietraspaccata è un complesso religioso di Marano di Napoli; sito in zona periferica, sulla collina dei Camaldoli.
La struttura è stata costruita sulla cima di un vallone che dal bosco di Faragnano si congiunge alla piana di Quarto.
Il complesso è sorto tra la rigogliosa vegetazione mediterranea del luogo ed è addossato a una grande parete di tufo. Inoltre, mostra un fattore analogo a molte altre chiese e strutture religiose della zona, ovvero: buona parte della struttura, è stata ricavata nella cruda roccia.

## Storia
In origine, nell'attuale sito, vi era una cavità artificiale di epoca classica adibita ad uso cimitero.
Più tardi, nell'Alto Medioevo, in questa cava abitò un eremita e ben presto la ampliò, aggiungendo altri ambienti: trasformandola anche come luogo di preghiera e di eremitaggio.
Si racconta che la denominazione di questo luogo di culto, deriverebbe da un miracoloso avvenimento, accaduto quando si stavano costruendo i primi ambienti: un grande masso di tufo si staccò rovinosamente dalla parete e, mentre cadeva, la sua massa cominciò a spaccarsi-modellarsi, fino a quando non assunse l'immagine della Madonna. Questa statua, in seguito, sarebbe divenuta la reliquia della chiesa, fin quando non venne rubata negli anni settanta del Novecento.

## Opere ed architettura
Nella chiesa, che si allinea con il resto della struttura, si entra grazie a una piccola scalinata; da quanto è dato sapere, custodisce una pregevole lapide marmorea del 1751. L'architettura dell'eremo è caratterizzata da un esterno del XVII secolo, costituito da una muratura di circa tre livelli e da tre mini ambienti che sorgono a fianco della cappella. Il complesso ha una struttura proporzionata e creata per confondersi e mimetizzarsi con l'ambiente naturale circostante.
L'interno del complesso, come già accennato, è stato ricavato interamente nella roccia; esso, conserva anche un'altra chiesa; quest'ultima, meno austera dell'altra, fa bella mostra di affreschi absidali (due religiosi che pregano rivolgendosi alla Vergine Maria) e del bel pavimento in maiolica.
Altri rilevanti ambienti, sono quelli del secondo piano, che sono raggiungibili grazie ad una scala anch'essa in tufo; questi luoghi sono molto più articolati e complessi del primo, in quanto costituisco i rifugi dei monaci e racchiudono varie testimonianze circa la vita di questi: come ad esempio, l'antica sala ad uso dispensa, una stanza che custodisce il vecchio forno in mattoni ed altri accessori da cucina. Vi è anche un ambiente centrale, di cui non è ancora chiaro lo scopo.
Oggi, all'intera struttura urge un restauro conservativo.